# Уадаи
 Тази статия е за града в Чад.  За историческата държава вижте Уадаи (султанат).  За платото вижте Уадаи (плато).
Уадаи (на френски Ouaddaï) е регион в Чад. Столица е град Абеше. Намира се на територията на бившата префектура със същото име. Площта му е 76 240 кв. км.
От юли 2007 година губернатор на региона е Тука Рамадан Коре.

## Единици
Регионът включва 4 департамента:
| Департамент    | Столица   | Под-префектури                                  |
| -------------- | --------- | ----------------------------------------------- |
| Асунгха        | Адре      | Адре, Хаджер Хадид, Маброн, Борота, Молу        |
| Джурф ал Ахмар | Ам Дам    | Ам Дам, Магране, Хауиш                          |
| Уара           | Абеше     | Абеше, Абугудам, Абди, Шокоян, Буртаил, Амлеюна |
| Сила           | Гоз Беида | Гоз Беида, Куку Ангарана, Тиси, Аде             |

## Население
По данни от 2009 година населението на региона възлиза на 721 166 души. Гъстотата на населението е 9,46 души/кв.км.
Основните етнически групи са Загава, Маба и арабите.
На територията на Уадаи има най-много бежанци от суданската провинция Дарфур. Често бунтовници и въоръжени милиции от другата страна на границата нападат и местното население и създават проблеми на правителството на Чад.

## Икономика
Населението е заето предимно в областта на земеделието и животновъдството. Вероятно в някои части на региона има и залежи на петрол.